# Karabinek Tabuk
Tabuk (Tabouk) – produkowane w latach 1978–2003 irackie karabinki automatyczne kalibru 7,62 × 39 mm będące wersjami karabinka AKM.

## Historia konstrukcji

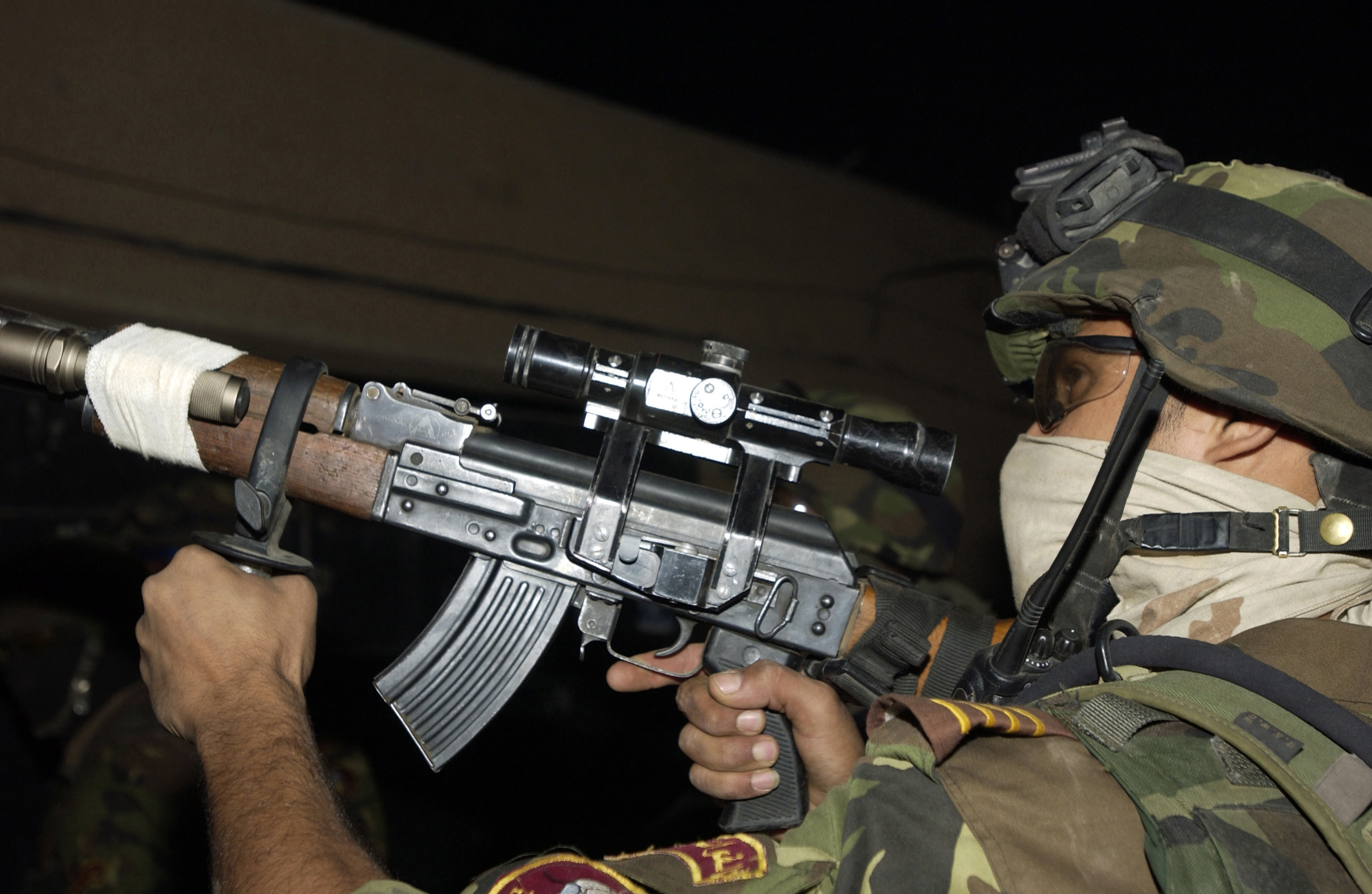
Żołnierz trzymający w dłoni karabin szturmowy Tabuk 7,62 mm

Do połowy lat 70. XX wieku w Iraku nie produkowano broni strzeleckiej. Broń sprowadzano głównie z bloku wschodniego (pistolety TT, rumuńskie karabinki automatyczne AIM i AIMS). Zakupiono także duże liczby chińskich karabinków automatycznych Typ 56. Zarówno AIM, jak i Typ 56 są wersjami rosyjskiego karabinka AK. W drugiej połowie lat 70. w rękach żołnierzy irackich znalazły się także karabinki AK produkowane w ZSRR i NRD (MPi-KM).
Jednocześnie z zakupami broni za granicą trwały prace nad rozpoczęciem produkcji broni w kraju. W 1978 roku rozpoczęto produkcję karabinków Tabuk. Była to wersja licencyjna jugosłowiańskiego karabinka Zastava M70B. Podobnie jak AIM i Typ 56, karabinek M70B jest wersją AK. Od innych karabinków tej rodziny różni się dzięki zastosowaniu chwytu pistoletowego o bardziej ergonomicznym kształcie i dłuższej kolby zakończonej grubym gumowym trzewikiem. Odmienne jest także łoże posiadające trzy otwory wentylacyjne (w oryginalnym AK dwa). Na wierzchu rury gazowej znajduje się celownik wykorzystywany przy strzelaniu granatami nasadkowymi (przy strzelaniu granatami nasadkowymi karabinek wyposaża się w specjalna nasadkę podobną do zastosowanej w kbk-g wz.1960).
W Iraku produkowana była zarówno wersja z kolbą stałą (M70B1), jak i z kolba składaną (M70AB2). W kilka lat później pojawiły się kolejne wersje Tabuka. Były to już wersje opracowane w Iraku.
Jako pierwsze pojawiły się w latach 80. XX wieku wersje eksportowe kalibru 5,56 × 45 mm. Jedyną różnicą pozwalającą na odróżnienie ich od wersji kalibru 7,62 mm jest magazynek o mniejszej krzywiźnie.
Następną wersją był subkarabinek. Przy niezmienionej długości rury gazowej zastosowano krótszą lufę kończącą się tuż za komorą gazową. Lufa zakończona jest szczelinowym tłumikiem płomieni. Według oficjalnych danych miał on także pełnić rolę nasadki do miotania granatów nasadkowych, ale jest to wątpliwe (ma zbyt małą długość). Muszkę umieszczoną w pierścieniowej osłonie przeniesiono na komorę gazową. Do subkarabinka można przyłączyć bagnet. Łoże jest odmienne niż w pozostałych Tabukach i przypomina oryginalne łoże AK (dwa otwory wentylacyjne i dolny występ). Wraz z subkarabinkiem opracowano krótsze magazynki dwudziestonabojowe. Skrócony Tabuk jest jedną z najrzadziej spotykanych odmian AK co może świadczyć, że nie był wytwarzany w dużych liczbach (tylko seria prototypowa?).
Poza wersją skróconą opracowano także wersję wyborową. Posiadała ona dłuższą lufę zakończoną tłumikiem płomieni i kolbę z dużym wycięciem (z możliwością zamocowania baki). Na lewym boku komory zamkowej znajdował się typowy wspornik dla celownika optycznego (stosowano celownik zbliżony budową do PSO-1 stosowanego w karabinach SWD). Wersja snajperska nie posiadała regulatora gazowego. W odróżnieniu od innych wyborowych wersji AK (PSL, Zastava M76) nie zmieniono naboju i wersja wyborowa także strzelała nabojem pośrednim 7,62 × 39 mm. Podobnie jak subkarabinek także ta wersja była wytwarzana w małej liczbie.
Produkcję wszystkich wersji Tabuka zakończono po drugiej wojnie w Zatoce Perskiej (2003).

## Opis konstrukcji
Działanie mechanizmów wewnętrznych jest analogiczne jak w karabinku AKM. Jedyną różnicą jest możliwość miotania granatów nasadkowych (zastosowano regulator gazowy i nasadkę nakręcaną na wylot lufy).